# 長崎新地中華街
32°44′29.3″N 129°52′31.0″E / 32.741472°N 129.875278°E

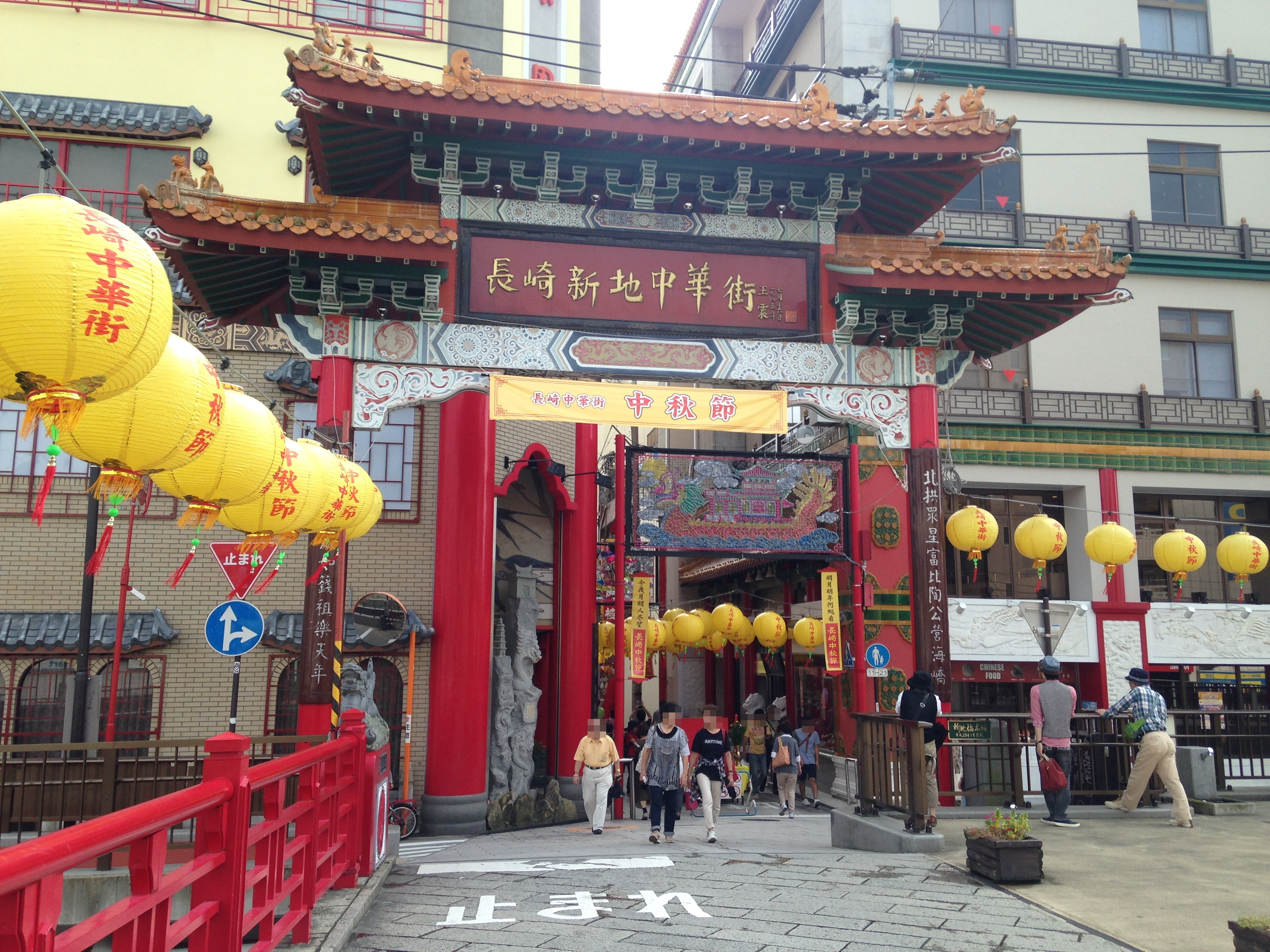
長崎新地中華街的北門牌樓

長崎新地中華街是位於日本長崎縣長崎市新地町的唐人街，與位於橫濱市的横濱中華街、神戶市的南京町中華街合稱為「日本三大中華街」；此區域內的中餐廳及中國商品店共約有40家。
其範圍包括長崎市住所表示新地町8、新地町9、新地町10、新地町11、新地町12、新地町13共六個區域所組成的四邊形街區，東北側為銅座川，西南側為福建通，長寬約為150公尺x120公尺；區域內有東北-西南向及東南-西北向道路各一條，呈相互垂直交叉，也因此在此區域的四側各有一個出口。每個出口各設有一個中國風格的牌樓，並依據中國四象五行所規劃設計，道路地面鋪設的石板是由長崎市的姊妹城市中國福建省福州市協助鋪設。
商店街的主要道路上，在每年春節期間會配合長崎燈會的活動，與西南側的湊公園共同以燈籠布置，成為活動的主要會場。中秋節時，則會掛滿超過1,000個黃色的燈籠。

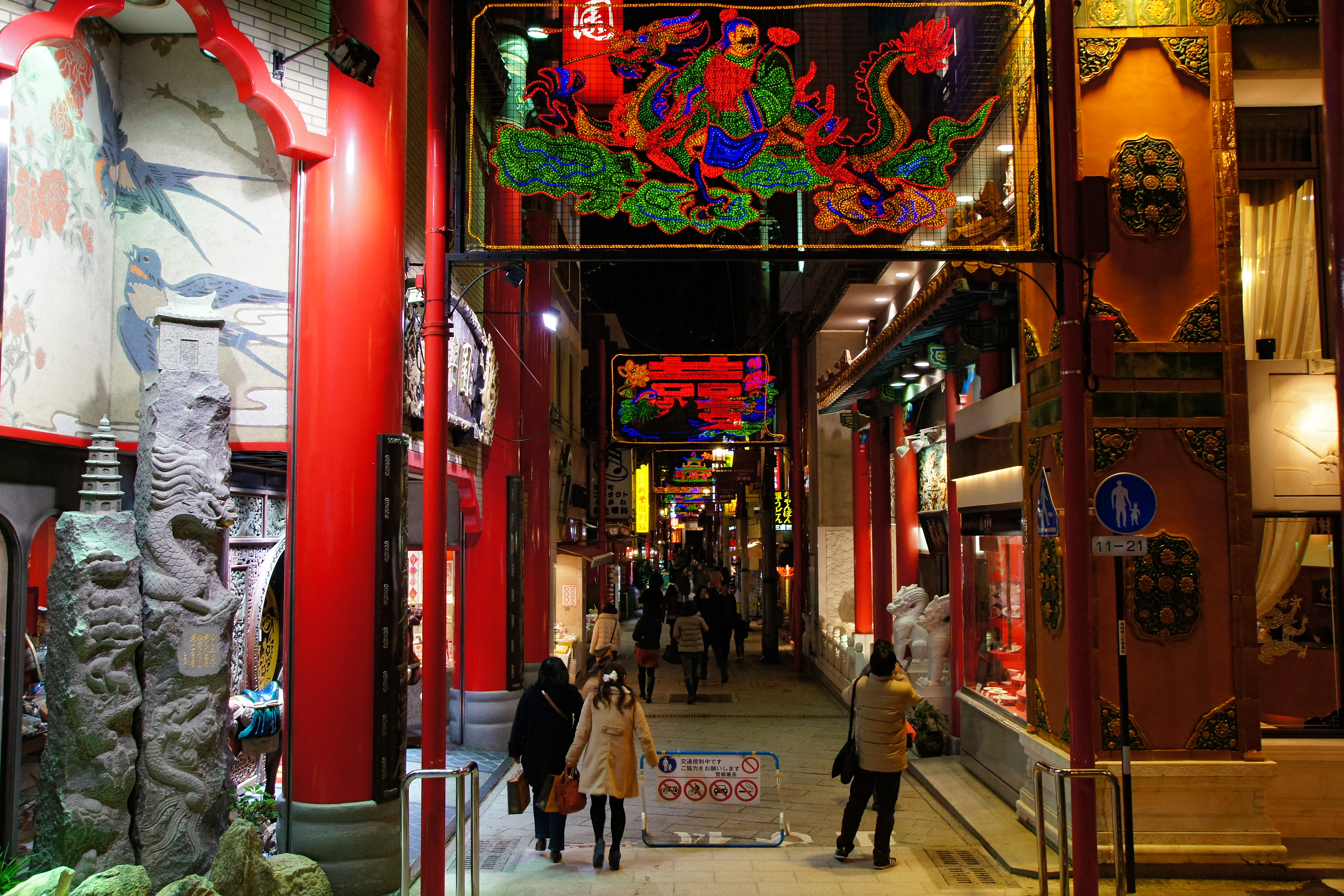
夜晚的新地中華街
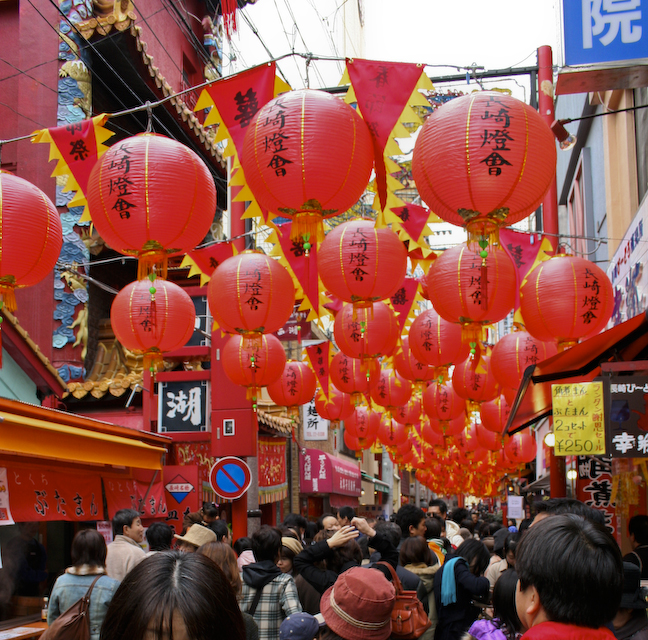
春節期間的新地中華街
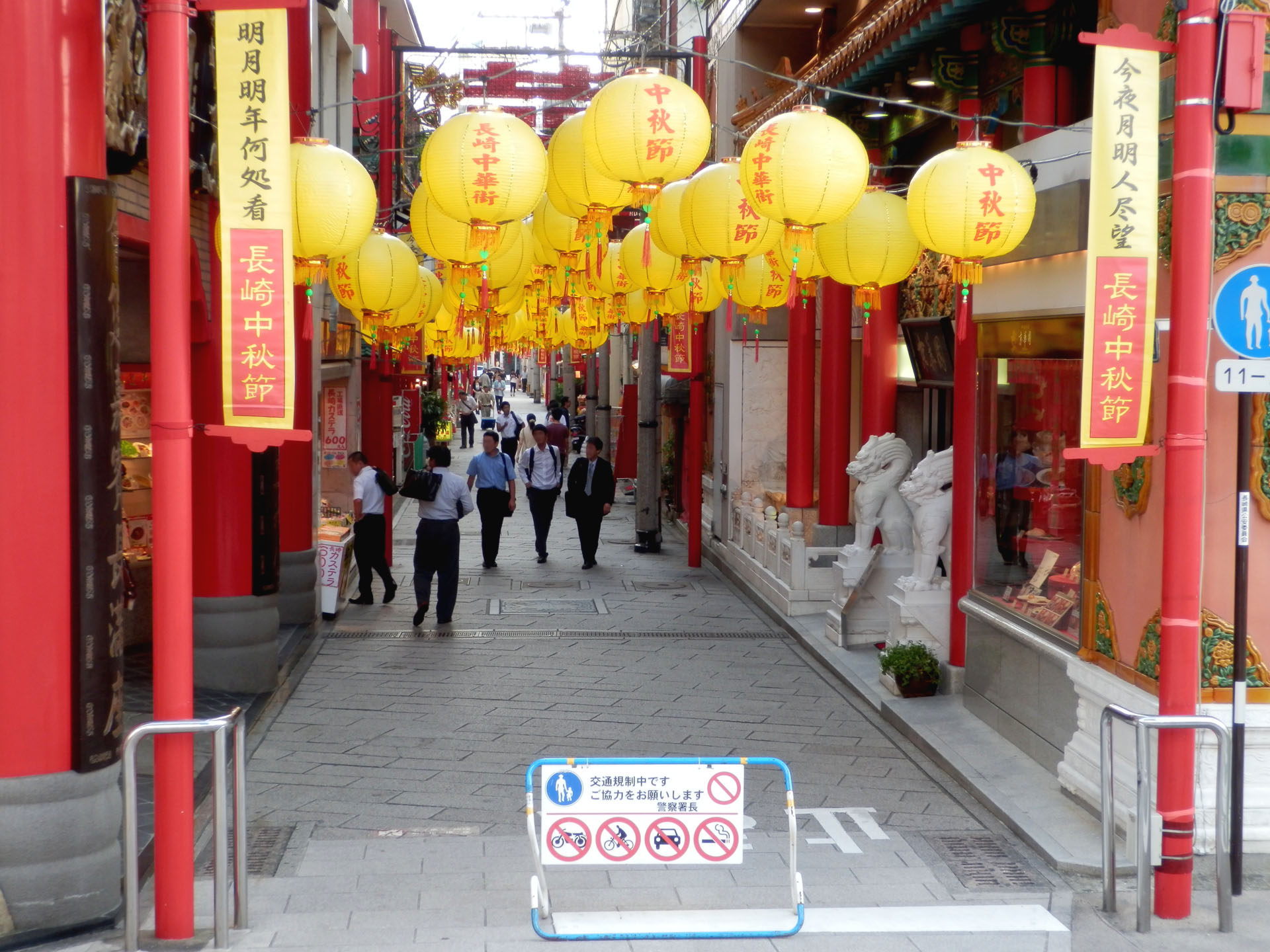
中秋節期間的新地中華街

## 歷史
日本在17世紀開始實施鎖國政策，使得長崎成為全日本唯一可以與外國貿易的港口，也因此在當時即開始有中國人居住於長崎，但隨著中國人的增加，長崎奉行所開始限制中國人的居住區域，1688年在長崎市區南側的丘陵地興建了約9,400坪的唐人屋敷，約可供2,000人居住。
1698年位於五島町和大黑町的一場火災讓中國商船存放的貨物遭到燒毀，因此後來將唐人屋敷前方的海面填成陸地，建立新的倉庫來存放貨物，此區域即被命名為「新地」，也是現今新地中華街所在的新地町地區。
1858年日本結束鎖國政策，長崎港開放對各國的貿易，也不再限制中國人的居住區域，因此中國人逐漸遷往更靠近海岸的新地，也逐漸形成現在的新地中華街。

## 外部連結
- （日語） 長崎新地中華街 （页面存档备份，存于）